# Renqiao
Renqiao (kinesiska: 任桥) är en köping i östra Kina. Den ligger i Guzhen härad i staden Bengbu i provinsen Anhui, omkring 170 kilometer norr om provinshuvudstaden Hefei. Antalet invånare är 46217. Befolkningen består av 22 786 kvinnor och 23 431 män. Barn under 15 år utgör 16,0 %, vuxna 15-64 år 71 %, och äldre över 65 år 11,0 %.